# 阿尔沃里 (孔迪镇)
阿尔沃里是葡萄牙波尔图区的一个堂区。总面积6.26平方公里，总人口4261人，人口密度680.7人/平方公里。